# Frankie Gavin
Frankie Raymond Gavin (ur. 28 września 1985) − angielski bokser, mistrz świata w boksie z 2007 oraz złoty medalista Igrzysk Wspólnoty Narodów w Melbourne.

## Kariera amatorska
W czerwcu 2005 zdobył brązowy medal w kategorii lekkiej na Mistrzostwach Unii Europejskiej we włoskim mieście Cagliari. W półfinale tych mistrzostw przegrał przed czasem w drugiej rundzie z Włochem Domenico Valentino. W sierpniu tego samego roku zdobył brązowy medal na Mistrzostwach Wspólnoty Narodów, które odbywały się w Glasgow. W finale jego rywalem był reprezentant RPA Thanduxolo Dyani, z którym wygrał wyraźnie na punkty.
W marcu 2006 zdobył złoty medal w kategorii lekkiej na Igrzyskach Wspólnoty Narodów w Melbourne. Rywalizację na igrzyskach rozpoczął od punktowego zwycięstwa nad reprezentantem Cypru Ovidiu Bobirnatem, pokonując go 16:5. W 1/8 finału pokonał wyraźnie na punkty (20:8) reprezentanta Indii Jaia Bhagwana, awansując do ćwierćfinału. W ćwierćfinale pokonał przed czasem w trzeciej rundzie reprezentanta Nigerii Rasheeda Lawalę, przed czasem w trzeciej rundzie również wygrał swój półfinałowy pojedynek, pokonując Leonardo Zappavignę. W finale zwyciężył wysoko na punkty Giovanniego Frontina. W lipcu tego samego roku doszedł do ćwierćfinału Mistrzostw Europy. W ćwierćfinale przegrał wyraźnie na punkty z Ukraińcem Ołeksandrem Kluczko.
W 2007 został złotym medalistą mistrzostw świata w kategorii lekkiej. W finale pokonał swojego byłego rywala z Mistrzostw Unii Europejskiej, Domenico Valentino, wygrywając na punkty (18:10). W 2008 zdobył złoty medal na mistrzostwach Unii Europejskiej. Miał zapewniony udział na igrzyskach olimpijskich w Pekinie, jednak nie wystąpił w żadnym pojedynku z powodu nadwagi w swojej kategorii.

## Kariera zawodowa
Rozpoczął swoją zawodową karierę 28 lutego 2009 w Birmingham, pokonując przez techniczny nokaut w czwartej rundzie Gruzina George Kadaria (5-3, 0 KO).
30 maja 2015 w Londynie przegrał przez techniczny nokaut w szóstej rundzie z rodakiem mistrzem świata federacji IBF wagi półśredniej Kellem Brookiem (35-0, 24 KO).